# Dundocera fagei
Dundocera fagei är en spindelart som beskrevs av Machado 1951. Dundocera fagei ingår i släktet Dundocera och familjen Ochyroceratidae.
Artens utbredningsområde är Angola. Inga underarter finns listade i Catalogue of Life.